# Música + Alma + Sexo
Música + Alma + Sexo (ang. Music + Soul + Sex, skr. MAS) to dziewiąty album studyjny portorykańskiego piosenkarza Ricky’ego Martina. Światowa premiera płyty odbyła się 31 stycznia 2011, na półkach polskich sklepów muzycznych krążek pojawił się 7 lutego tego roku. Música + Alma + Sexo jest pierwszym studyjnym albumem wokalisty od czasu wydanego w 2005 krążka Life.

## Informacje o albumie
Música + Alma + Sexo to pierwszy w karierze Ricky’ego Martina album dwujęzyczny, nagrany w językach hiszpańskim i angielskim. Większość utworów znajdujących się na podstawowej edycji albumu to piosenki latynoskie, nagrane po hiszpańsku; współautorem wszystkich kompozycji jest Martin. Na terenie Stanów Zjednoczonych, prócz podstawowej wersji, w sieci sklepów wchodzących w skład Target Corporation opublikowano wersję rozszerzoną, tzw. „Target Deluxe Edition”. Złożyło się na nią siedem dodatkowych utworów: dwa anglojęzyczne odpowiedniki hiszpańskojęzycznych piosenek z edycji bazowej, piosenka bonusowa (odrzut), dwa remiksy oraz dwa solowe wykonania duetów z edycji bazowej.
Premiera albumu w Europie − światowa premiera − miała miejsce 31 stycznia 2011 roku, nakładem Columbia Records. Nazajutrz Sony Music Latin wydało krążek w Ameryce Północnej, a 4 lutego − w Australii.
Na jesieni 2011 odbyła się reedycja krążka. Album, zatytułowany jako Mas Música + Alma + Sexo, wydano 14 (digital download) i 15 listopada (CD/DVD) w Stanach Zjednoczonych oraz 22 listopada w krajach Ameryki Łacińskiej. Reedycja obfitowała w bonusowy materiał w postaci remiksów singli oraz teledysków.

## Przyjęcie
| AllMusic           | [ 3 ]     |
| Houston Chronicle  | [ 4 ]     |
| Los Angeles Times  | [ 5 ]     |
| New York Post      | pozytywna |
| The New York Times | pozytywna |
| Para Todos         | [ 8 ]     |

### Opinie
Música + Alma + Sexo uzyskał pozytywne opinie krytyków muzycznych.
Dziennik Los Angeles Times przyznał albumowi ocenę w postaci dwóch i pół gwiazdek na cztery możliwe. W swym omówieniu Ernesto Lechner stwierdził, że „choć Ricky Martin rzadko wykracza poza wąskie granice komercyjnej muzyki latynoskiej, to szczerość jego wizji artystycznej zawsze stawia go o jeden krok przed konkurencją”.
Jon Pareless, pamflecista New York Timesa, recenzję dotyczącą krążka zatytułował „Ricky Martin, tym razem jako on sam”. Docenił tym samym szczerość artysty w wykonaniu albumu, Martin − autor wszystkich utworów zawartych na albumie − zdeklarował się bowiem jako homoseksualista niedługo przed premierą wydawnictwa. „(...) Martin nadal jest odważnym, emocjonalnym wokalistą. (...) Do materiału muzycznego podchodzi w dwojaki sposób: rockowe gitary dominują nad klubowym bitem”. Pareless podsumował płytę jako dobrze wykonane „popowe rzemiosło”, „show zaufania i dumy”.
Według Dana Aquilante (New York Post), krążkiem Música + Alma + Sexo „Ricky Martin powraca do swoich latynoskich korzeni”. Muzykę na MAS recenzent opisał jako „nowatorski dance i pop”. Szczególnym uznaniem obdarzył piosenki: „Tú y yo” − arenową balladę, piękny utwór o miłości oraz promieniującą latin-popowym brzmieniem „Más”, w której artysta „stara się uchwycić klimat Wschodniego Harlemu doby lat 90.”
Joey Guerra w recenzji dla dziennika Houston Chronicle pisał: „MAS jest dokładnie tym, czego potrzebowaliśmy, i udowadnia, że Ricky Martin wciąż jest prawdziwą gwiazdą muzyki pop”. Kalifornijski magazyn Para Todos, skierowany ku społecznościom latynoamerykańskim, wycenił wydawnictwo na  i podsumował: „MAS jest najlepszym albumem tego roku i jednym z lepszych w karierze Martina”.

### Sprzedaż
Album debiutował z pozycji #3 w notowaniu Billboard 200, sprzedając się w ilości trzydziestu dwóch tysięcy egzemplarzy w ciągu pierwszego tygodnia od swojej premiery. Dwa tygodnie później nakład albumu w Stanach Zjednoczonych wzrósł do czterdziestu siedmiu tysięcy sprzedanych egzemplarzy. Krążek zyskał miano najwyżej notowanego w USA albumu hiszpańskojęzycznego od czasu Dreaming of You Sereny (1995), a także najwyżej debiutującego na Billboard 200 albumu wydanego przez wytwórnię Sony Music Latin. Był także sukcesywny pod kątem całej dyskografii Martina − jako czwarty z wszelkich krążków artysty osiągnął pozycję w Top 10 Billboard 200, stał się najlepiej notowanym na liście albumem studyjnym od czasu multiplatynowego Ricky Martin z 1999.
Música + Alma + Sexo okazał się sukcesem również w krajach latynoskich, w tym w Hiszpanii (pozycja #3 oficjalnego zestawienia przebojów albumowych) i Meksyku (#2). W drugim kraju płytę odznaczono certyfikatem platyny.

## Single
- Pierwszym singlem promującym album został utwór „The Best Thing About Me Is You”, nagrany we współpracy z brytyjską piosenkarką soulową Joss Stone. Wydany 1 listopada 2010 singel zajął pozycję #74 na liście Billboard Hot 100; w innym notowaniu Billboardu, Hot Latin Songs, hiszpańskojęzyczna wersja piosenki „Lo mejor de mi vida eres tú” objęła miejsce #1.
- 21 grudnia 2010 premierę odnotował drugi singel, „Shine”. Posłużył on jedynie za singel promocyjny i nie był on notowany na żadnych listach przebojów.
- Trzeci (drugi oficjalny) singel, „Más”, wydano 4 kwietnia 2011.
- Na kolejny singel oficjalnie promujący wydawnictwo wytypowano „Frío” (Remix). Premiera odbyła się w 11 lipca 2011.
- 18 września 2011 w Brazylii wydano piąty singel, promocyjny „Samba”, nagrany z Claudią Leitte. Poza granicami Brazylii wydany został tylko w sprzedaży cyfrowej w USA, nie jest oficjalnym singlem promującym album.

## Lista utworów
| Numer | Tytuł                                                     | Autor                                                                   | Producent     | Czas trwania |
| ----- | --------------------------------------------------------- | ----------------------------------------------------------------------- | ------------- | ------------ |
| 1.    | „Más”                                                     | Ferras Alqaisi, Claudia Brant, Desmond Child, Ricky Martin, Marco Masis | Desmond Child | 4:09         |
| 2.    | „Frío”                                                    | Child, Martin, Masis, Wisin & Yandel                                    | Child         | 3:22         |
| 3.    | „Lo mejor de mi vida eres tú” (featuring Natalia Jiménez) | Eric Bazilian, Brant, Andreas Carlsson, Child, Martin                   | Child         | 3:38         |
| 4.    | „Te vas”                                                  | Brant, Child, Keyes, Martin                                             | Child         | 4:30         |
| 5.    | „Tú y yo”                                                 | Brant, Child, Martin                                                    | Child         | 6:15         |
| 6.    | „Cántame tu vida”                                         | Brant, Cabrera, Child, Martin, Lester Mendez                            | Child         | 4:38         |
| 7.    | „Te busco y te alcanzo”                                   | Alqaisi, Child, Christy, Martin, Osorio                                 | Child         | 3:28         |
| 8.    | „Será será”                                               | Alqaisi, Brant, Child, Martin, Masis                                    | Child         | 3:27         |
| 9.    | „No te miento”                                            | Alqaisi, Child, Christy, Marr, Martin                                   | Child         | 3:30         |
| 10.   | „Basta ya”                                                | Brant, Cabrera, Child, Martin, Fred Vindver                             | Child         | 4:30         |
| 11.   | „The Best Thing About Me Is You” (featuring Joss Stone)   | Bazilian, Carlsson, Child, Martin                                       | Child         | 3:37         |
| 12.   | „Shine”                                                   | Child, Keyes, Martin                                                    | Child         | 4:46         |
| 13.   | „Frío” (Remix Radio Edit) (featuring Wisin & Yandel)      | Child, Martin, Masis, Wisin & Yandel                                    | Child         | 3:36         |

### Deluxe edition
| Numer | Tytuł                                                         | Producent | Czas trwania |
| ----- | ------------------------------------------------------------- | --------- | ------------ |
| 14.   | „Too Late Now”                                                | Child     | 3:27         |
| 15.   | „Liar”                                                        | Child     | 3:30         |
| 16.   | „Soñador”                                                     | Child     | 4:35         |
| 17.   | „Lo mejor de mi vida eres tú” (Jump Smokers Dance Version)    | Child     | 4:42         |
| 18.   | „The Best Thing About Me Is You” (Jump Smokers Dance Version) | Child     | 5:13         |
| 19.   | „Lo mejor de mi vida eres tú” (Solo Version)                  | Child     | 3:38         |
| 20.   | „The Best Thing About Me Is You” (Solo Version)               | Child     | 3:36         |

Brazylijski deluxe edition
| Numer | Tytuł                                                        | Autor                                        | Producent | Czas trwania |
| ----- | ------------------------------------------------------------ | -------------------------------------------- | --------- | ------------ |
| 1.    | „Más”                                                        | Alqaisi, Brant, Child, Martin, Masis         | Child     | 4:09         |
| 2.    | „Frío”                                                       | Child, Martin, Masis, Wisin & Yandel         | Child     | 3:22         |
| 3.    | „The Best Thing About Me Is You” (featuring Natalia Jiménez) | Bazilian, Carlsson, Child, Martin            | Child     | 3:38         |
| 4.    | „Te vas”                                                     | Brant, Child, Keyes, Martin                  | Child     | 4:30         |
| 5.    | „Tú y yo”                                                    | Brant, Child, Martin                         | Child     | 6:15         |
| 6.    | „Cántame tu vida”                                            | Brant, Cabrera, Child, Martin, Lester Mendez | Child     | 4:38         |
| 7.    | „Te busco y te alcanzo”                                      | Alqaisi, Child, Christy, Martin, Osorio      | Child     | 3:28         |
| 8.    | „Too Late Now”                                               | Child, Martin, in.                           | Child     | 3:27         |
| 9.    | „Samba” (featuring Claudia Leitte)                           | Child, Martin, in.                           | Child     | 4:35         |
| 10.   | „Shine”                                                      | Child, Keyes, Martin                         | Child     | 4:46         |
| 11.   | „Basta ya”                                                   | Brant, Cabrera, Child, Martin, Fred Vindver  | Child     | 4:30         |
| 12.   | „Liar”                                                       | Child, Martin, in.                           | Child     | 3:30         |
| 13.   | „Samba” (Deeplick Remix featuring Claudia Leitte)            | Child, Martin, in.                           | Child     | 5:00         |

## Pozycje na listach przebojów
| Kraj/region              | Notowanie (2011) | Wydawca              | Najwyższa pozycja |
| ------------------------ | ---------------- | -------------------- | ----------------- |
| Belgia (Region Waloński) | Top 50 Albums    | Ultratop             | 82                |
| Grecja                   | Top 75 Albums    | ΕΕΠΗ                 | 6                 |
| Hiszpania                | Top 100 Albums   | PROMUSICAE           | 3                 |
| Kanada                   | Top 200 Albums   | Jam! Canoe/Billboard | 60                |
| Meksyk                   | Top 100 Albums   | AMPROFON             | 2                 |
| Stany Zjednoczone        | Billboard 200    | Billboard            | 3                 |
| Stany Zjednoczone        | Latin Pop Albums | Billboard            | 1                 |
| Stany Zjednoczone        | Top Latin Albums | Billboard            | 1                 |
| Szwajcaria               | Top 100 Albums   | Schweizer Hitparade  | 49                |
| Włochy                   | Top 100 Albums   | FIMI                 | 52                |

### Certyfikaty
| Kraj              | Wydawca  | Certyfikat |
| ----------------- | -------- | ---------- |
| Argentyna         | CAPIF    | platyna    |
| Meksyk            | AMPROFON | platyna    |
| Stany Zjednoczone | RIAA     | platyna[A] |

Adnotacje
- A^ Platyna przyznana przez organizację RIAA w kategorii albumów z muzyką latynoską.

## Nagrody i wyróżnienia
| Rok  | Ceremonia        | Nagroda                      | Rezultat  |
| ---- | ---------------- | ---------------------------- | --------- |
| 2011 | Premios Juventud | Twój ulubiony album muzyczny | Nominacja |

## Daty wydania
| Region             | Data                 | Format               | Wytwórnia        | Katalog      |
| ------------------ | -------------------- | -------------------- | ---------------- | ------------ |
| Europa             | 31 stycznia 2011     | CD, digital download | Columbia         | 88697544722  |
| Ameryka Północna   | 1 lutego 2011        | CD, digital download | Sony Music Latin | 754472       |
| Nowa Zelandia      | 7 lutego 2011        | CD, digital download | Columbia         |              |
| Polska             | 7 lutego 2011        | CD, digital download | Sony Music       | 88697854812  |
| Australia          | 11 lutego 2011       | CD, digital download | Columbia         | 88697544722  |
| Austria, Niemcy    | 25 lutego 2011       | CD, digital download | Sony Music       | 88697841132  |
| Japonia            | 16 marca 2011        | CD, digital download | Sony Music Japan | SICP-3025    |
| Wielka Brytania    | 18 kwietnia 2011     | CD, digital download | Sony Music       | 88697544722  |
| Stany Zjednoczone  | 14 listopada 2011[A] | digital download     | Sony Music Latin |              |
| Stany Zjednoczone  | 15 listopada 2011[A] | CD, DVD              | Sony Music Latin | 886979827424 |
| Ameryka Południowa | 22 listopada 2011[A] | CD, DVD              | Sony Music Latin | 7987202      |

Adnotacje
- A^ Reedycja albumu.